# Monte Cinto (Grécia)
O Monte Cinto (em grego: Κύνθος; romaniz.: Kýnthos) é um monte na ilha de Delos, no arquipélago das Cíclades, na Grécia.
Na mitologia grega, Leto deu à luz Apolo e Artémis nesta ilha, tendo sido castigada por Hera, mulher de Zeus, devido aos ciúmes. Artémis ou Ártemis (Άρτεμις) também era chamada Cíntia ou Kynthia (Κύνθια). 
No centro do arquipélago circular, o monte Cinto permite panoramas excecionais sobre as ilhas vizinhas: Míconos, Naxos, Paros, Siro e Rénia.
Hoje em dia é um local arqueológico e turístico.